# Cesár Sampson
Cesár Sampson (Linz, 1983. augusztus 18. –) osztrák énekes. 
Ő képviselte Ausztriát a 2018-as Eurovíziós Dalfesztiválon, Lisszabonban, a Nobody but You című dallal.

## Élete
Háttérénekesként Bulgáriát képviselte a 2016-os Eurovíziós Dalfesztiválon. 2017-ben a második helyen végzett Kristian Kostov hangmérnökeként Kijevben. A 2018-as Eurovíziós Dalfesztiválon Ausztriát képviselte és összesítésben a harmadik helyen végzett Nobody but You című dalával.